# شیونگ نی
شیونگ نی ورزشکار مرد رشتهٔ شیرجه اهل کشور چین است. وی در بین سال‌های ‎۱۹۸۸ تا ۲۰۰۰ میلادی در مسابقات بازی‌های المپیک تابستانی در مجموع ۵ مدال، شامل ۳ مدال طلا و ۱ نقره و ۱ برنز را کسب کرد.